# Projektmarketing
Als Projektmarketing bezeichnet man die Präsentation und werbende Darstellung eines Projektes innerhalb der beteiligten Unternehmen und gegebenenfalls in der Öffentlichkeit.

## Konzept
Es ist ein Instrument des Projektmanagements, um das Projektumfeld im Sinne des Projekterfolgs zu beeinflussen und diesen strategisch abzusichern. Das wichtigste Ziel ist die Sicherung von Finanzmitteln und Ressourcen zur Projektabwicklung und die Vorbereitung der anschließenden Vermarktung des erzielten Ergebnisses. Im Projektmanagement-Jargon fasst das geflügelte Wort „Tue Gutes und rede darüber!“ den Auftrag des Projektmarketings zusammen.
Wesentliche Elemente des Projektmarketings sind:
- Benennung des Projekts mit einem eingängigen Namen (oftmals Akronym)
- Gestaltung eines Projekt-Logos
- Durchführung eines Projektstartworkshops (Kick-Off-Meeting)
- Einrichtung eines eigenen Projektraums
- Erfolgsorientierte Darstellung der Arbeiten im Projekt in geeigneter Weise
- Regelmäßige und häufige Informationsweitergabe von Entscheidungsträgern über den Projektfortschritt

## Ziele des Projektmarketings
- Verkauf der Projektidee
- Identifikation aller Beteiligten mit den Projektzielen (Kick-Off-Meeting)
- Sicherstellung der Unterstützung wichtiger Entscheider
- Regelmäßige Präsentation des Projektstatus (Statusbericht)
- Einbindung von Kunden
- Transparente und vertrauensvolle Durchführung von Maßnahmen
- Verbesserung der Marktpräsenz